# Haworthia reticulata var. subregularis

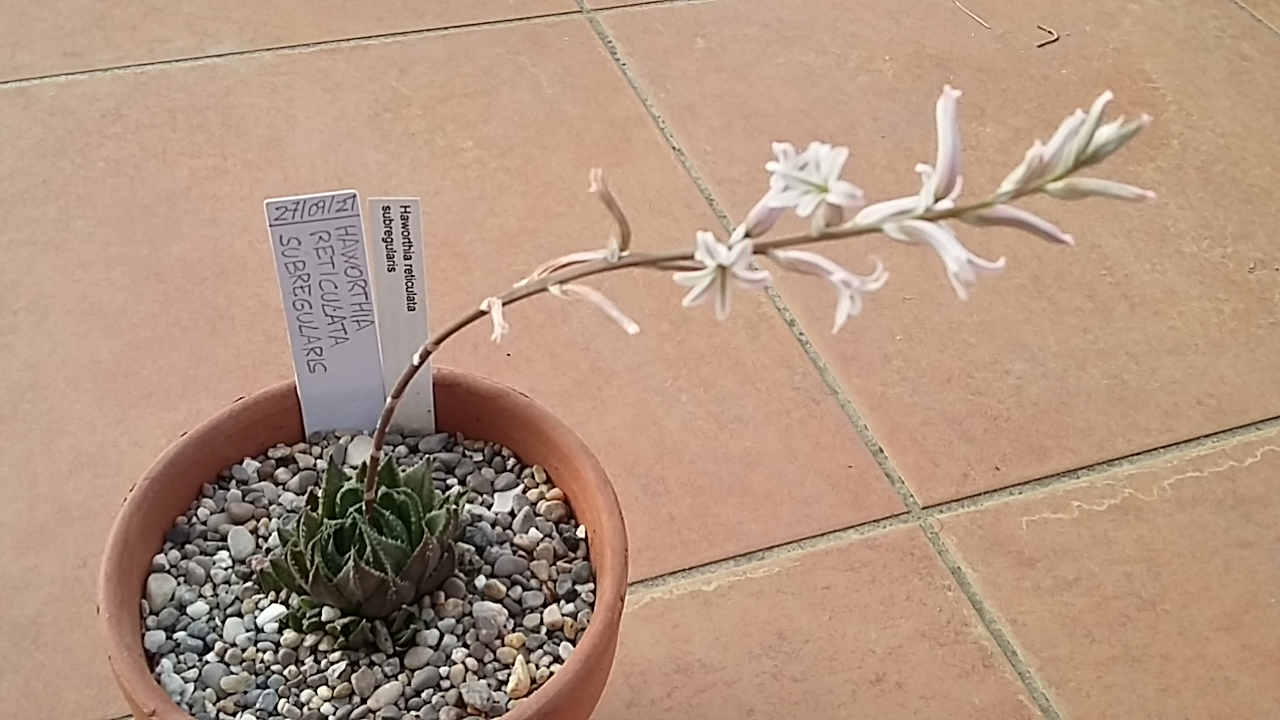
Inflorescència de Haworthia reticulata var. subregularis

Haworthia reticulata var. subregularis és una varietat de Haworthia reticulata del gènere Haworthia de la subfamília de les asfodelòidies.

## Descripció
Haworthia reticulata var. subregularis és una és una varietat robusta del grup reticulata. Té les fulles més esteses, molt sovint glabres. És una varietat que forma mates. Floreix a la primavera on forma una tija amb un raïm amb unes 18 flors de color blanc.

## Distribució i hàbitat
Aquesta varietat creix a la província sud-africana del Cap Occidental, concretament creix a la vall del riu Hex inferior a De Wet. Creix aquí gairebé totalment exposat en forts pendents rocosos. Cap a Worcester hi ha algunes poblacions de formes intermèdies entre subregularis i herbacia.

## Taxonomia
Haworthia reticulata var. subregularis va ser descrita per (Baker) M.B.Bayer i publicat a Haworthia Revisited: 141, a l'any 1999.
Etimologia
Haworthia: nom en honor del botànic britànic Adrian Hardy Haworth (1767-1833).
reticulata: epítet llatí que significa "en forma de xarxa", "reticulada".
var. subregularis: epítet llatí que significa "gairebé regular".
Sinonímia
- Haworthia subregularis Baker, Refug. Bot. 4: t. 232 (1870). (Basiònim/Sinònim substituït)
- Catevala subregularis (Baker) Kuntze, Revis. Gen. Pl. 2: 707 (1891).[5]